# Табмен, Антуанетта
Антуанетта Луиза Пэдмор Табмен (англ. Antoinette Tubman: 24 февраля 1914, Монровия, Либерия — 18 мая 2011, там же) — супруга президента Либерии Уильяма Табмена. Первая леди Либерии (17 сентября 1948 — 23 января 1971).

## Биография

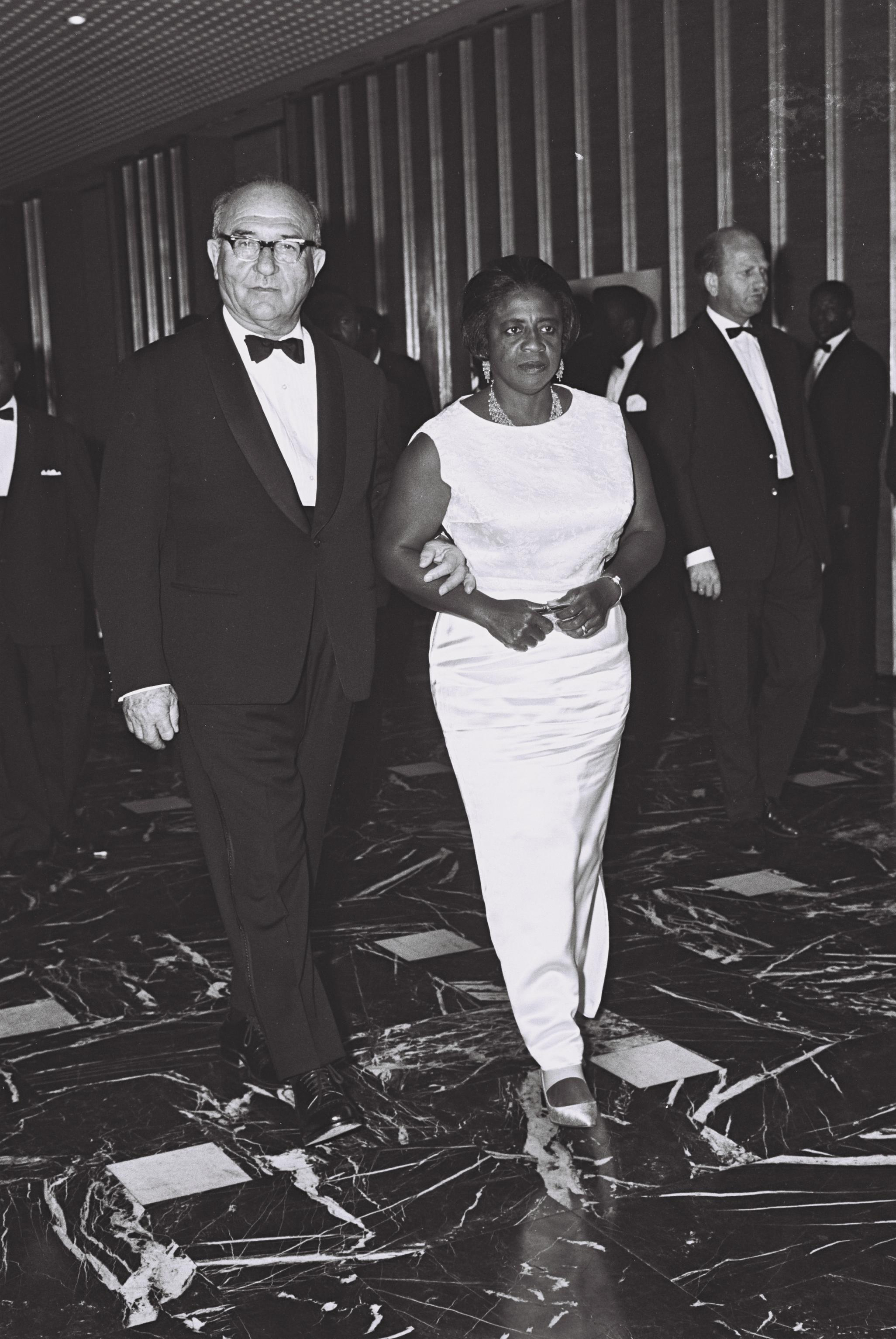
Антуанетта Табмен с израильским послом. 1963 г.

Родилась в семье иммигрантов с Барбадоса. Получила начальное образование в школе при христианской миссии. Позже переехала в Париж, где изучала моделирование. По возвращении открыла первую школу моды и моделирования в Монровии.
17 сентября 1948 года вышла замуж за Уильяма Табмена, став его третьей женой. В качестве первой леди организовала фонд по сбору средств для сирот, бездомных, психически больных. В августе 1957 года в пригороде столицы — Вирджинии был открыт новый приют, финансируемый Фондом защиты детей Антуанетты Табман. В 1958 году основала благотворительный фонд по сбору средств для открытия новой больницы для душевнобольных в Монровии. Была президентом Ассоциации социальных служб. Известна своим участием в политической жизни страны, была филантропом и гуманитарным деятелем, возглавлявшим несколько церковных и государственных благотворительных организаций.
После смерти мужа в июле 1971 года её состояние в $220 млн сделало Антуанетту одной из самых богатых женщин в мире. Также управляла двумя предприятиями: мотелем и рестораном Coocoo’s Nest, владела кофейными плантациями Wilmetco Coffee.
У пары был один ребёнок - дочь.

## Награды
- Большой крест Ордена «За заслуги перед Федеративной Республикой Германия» (1956)

## Память

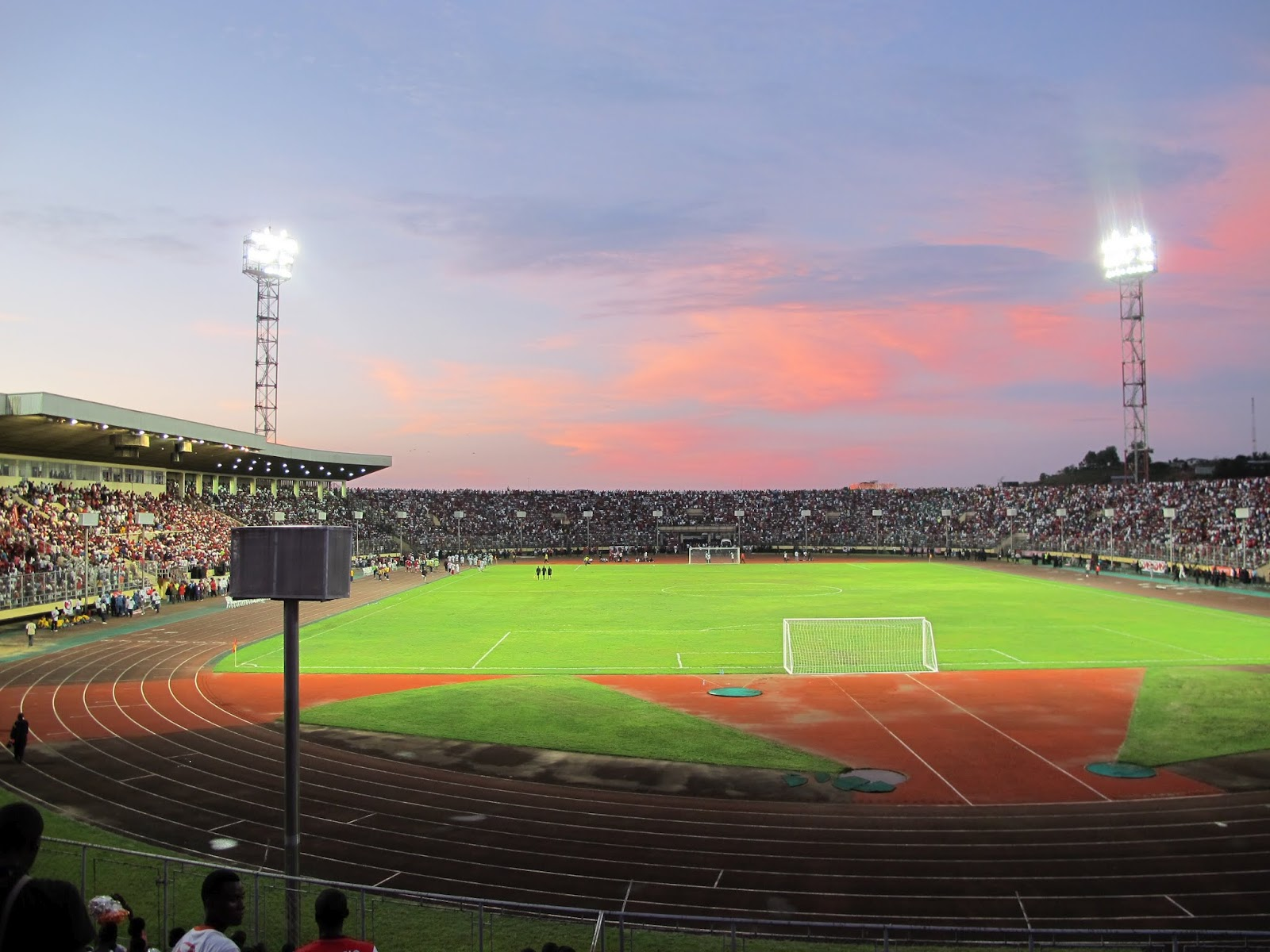
Спортивный стадион Антуанетты Табман в Монровии

- В её честь в Монровии назван первый международный стадион Либерии - Спортивный стадион Антуанетты Табман.